# Macchina tabulatrice
La macchina tabulatrice (o semplicemente tabulatrice) è stata una macchina elettromeccanica che processava ed elaborava informazioni conservate su schede perforate.

## Storia
Ideata dall'ingegnere statunitense Herman Hollerith sul finire degli anni '80 dell'Ottocento osservando i controllori degli autobus che timbravano i biglietti dei viaggiatori perforandoli, la macchina tabulatrice aveva come base l'idea delle schede perforate di Charles Babbage, ma in questo caso le schede non specificavano il programma, bensì gli input e gli output. Messa a punto appositamente per il censimento degli Stati Uniti del 1890 e brevettata nel gennaio 1889, sarebbe poi stata prodotta in varie versioni dalle aziende fondate dallo stesso Hollerith (che avrebbero poi contribuito a fondare a fine anni '20 la IBM).
Oltre all'originario impiego nei censimenti e nella contabilità dell'epoca in tutto il mondo, le macchine IBM in particolare vennero successivamente usata anche nei campi di concentramento nazisti per catalogare e censire gli internati.

## Descrizione
Ogni scheda rappresentava delle risposte (per esempio "maschio" poteva essere rappresentato da una perforazione e "femmina" dalla mancanza di perforazione), usando un particolare codice (chiamato "codice Hollerith"); la macchina era collegata ad un circuito elettrico, che veniva acceso o spento a seconda della presenza o meno dei buchi nelle schede (che avevano la stessa forma di una banconota da un dollaro, per agevolare i depositi).
In particolare, una scheda era divisa in 288 zone che rappresentavano i dati anagrafici. Per decodificare queste informazioni, si sovrapponeva in ogni scheda un apparecchio con una batteria di aghi retrattili, che in assenza di perforazione venivano fermati dal cartoncino, altrimenti l'ago finiva in una vaschetta piena di mercurio, chiudendo il circuito. La corrente passava in un filo, azionando un relè, che faceva avanzare di uno scatto uno dei 40 contatori (i contatori servivano per registrare le diverse risposte di un utente).

## Galleria d'immagini

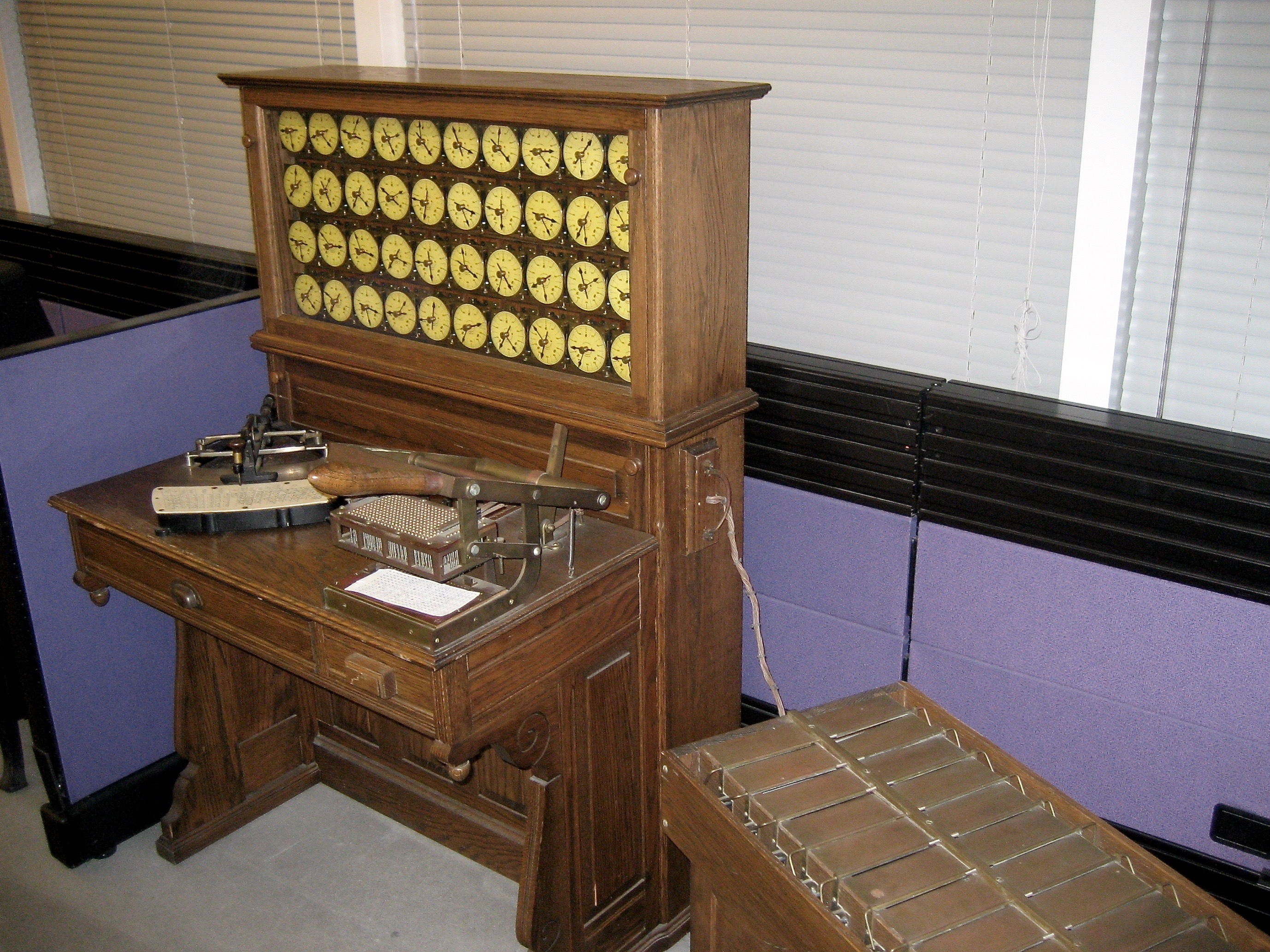
L'originale macchina Hollerith del 1890 usata per il censimento di quell'anno.
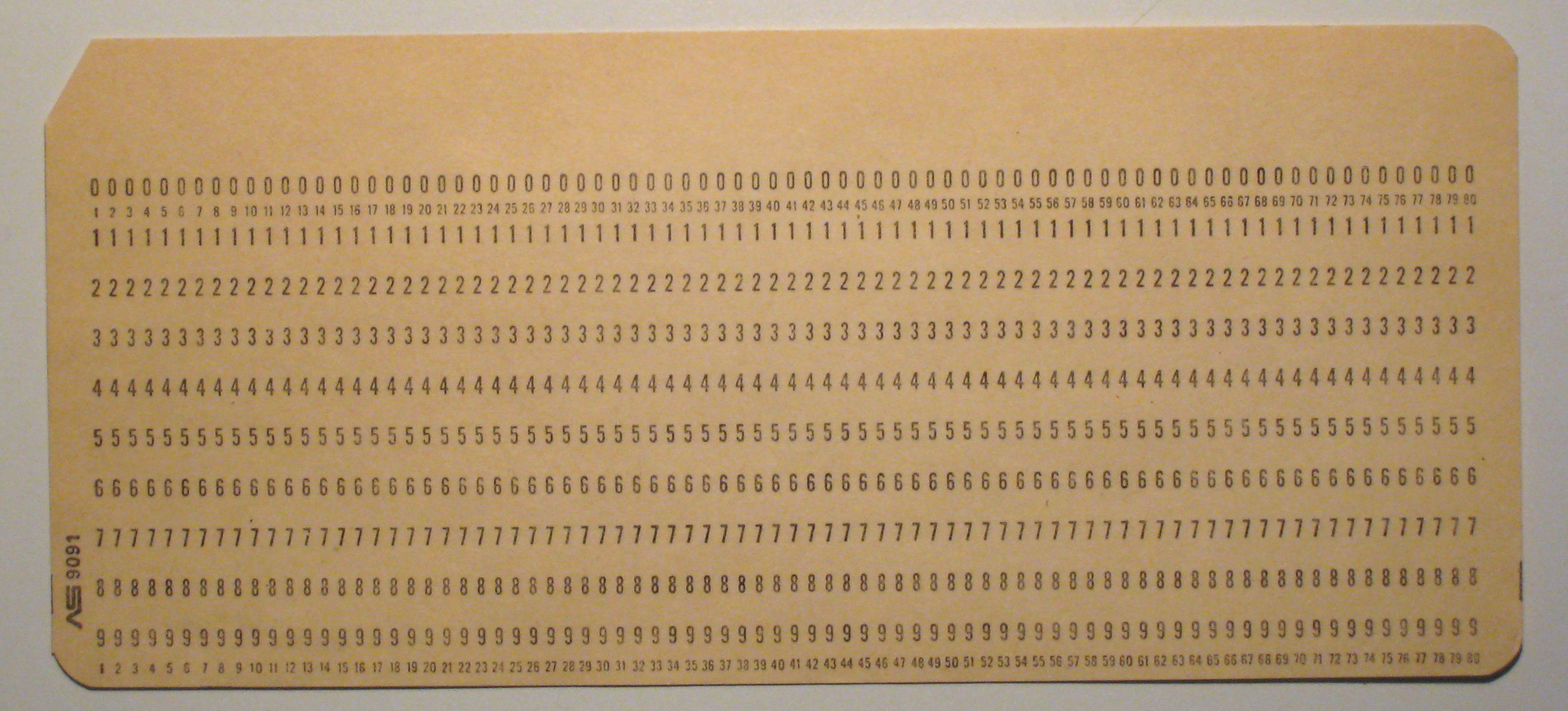
Una tipica scheda perforata in "formato IBM" (da 80 colonne con 12 posizioni di perforazioni), diventata lo standard a livello mondiale.
Ufficio contabile con macchine tabulatrici a schede perforate, nel 1905.
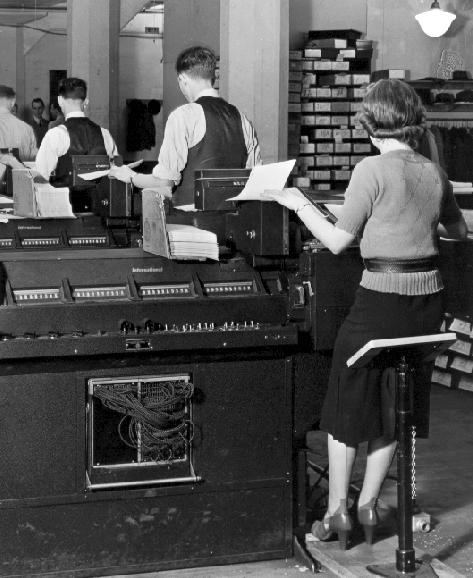
Prime operazioni di contabilità della Social Security Administration, nel 1936.
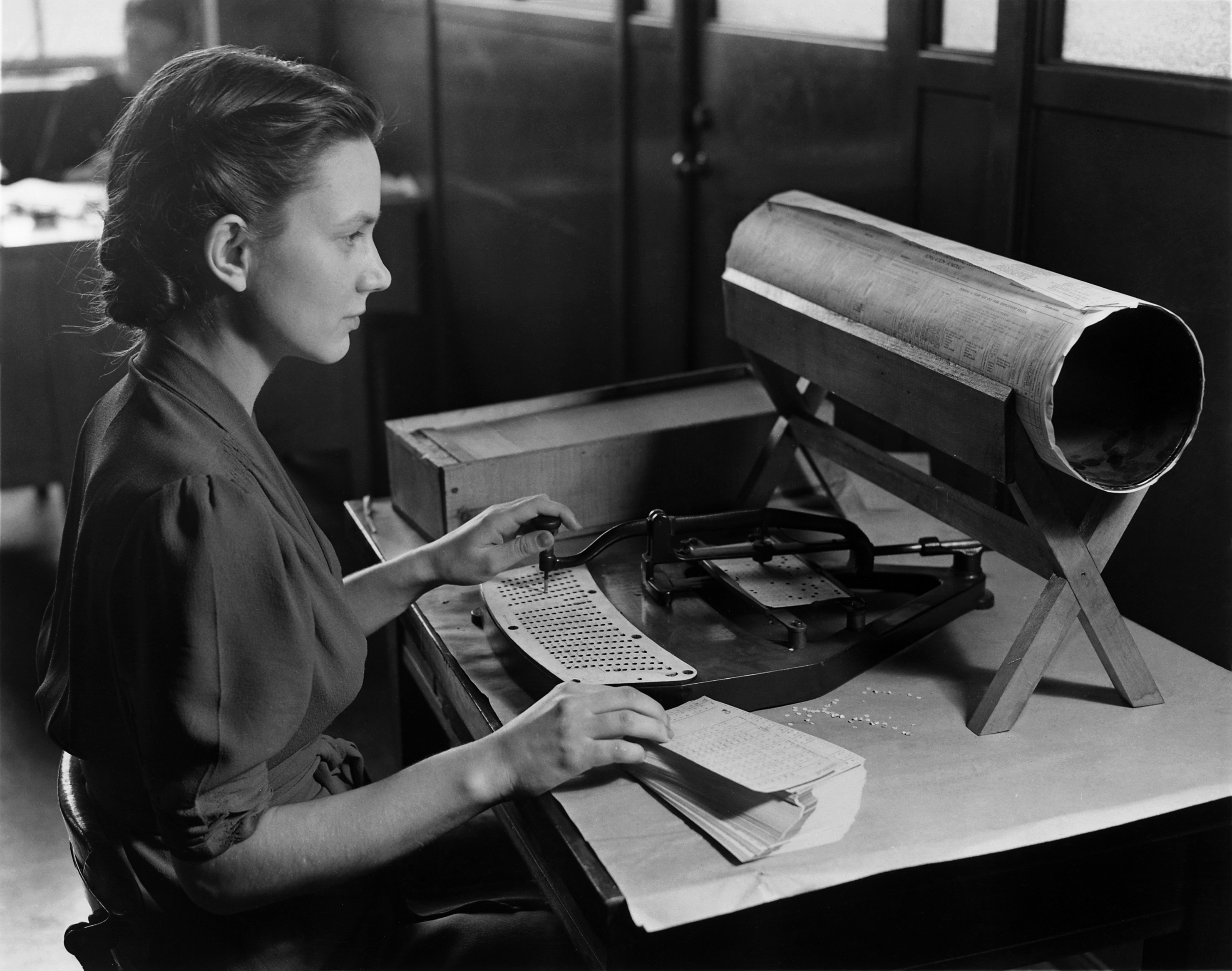
Operatrice mentre utilizza una perforatrice a pantografo (Censimento degli Stati Uniti ca. 1940)
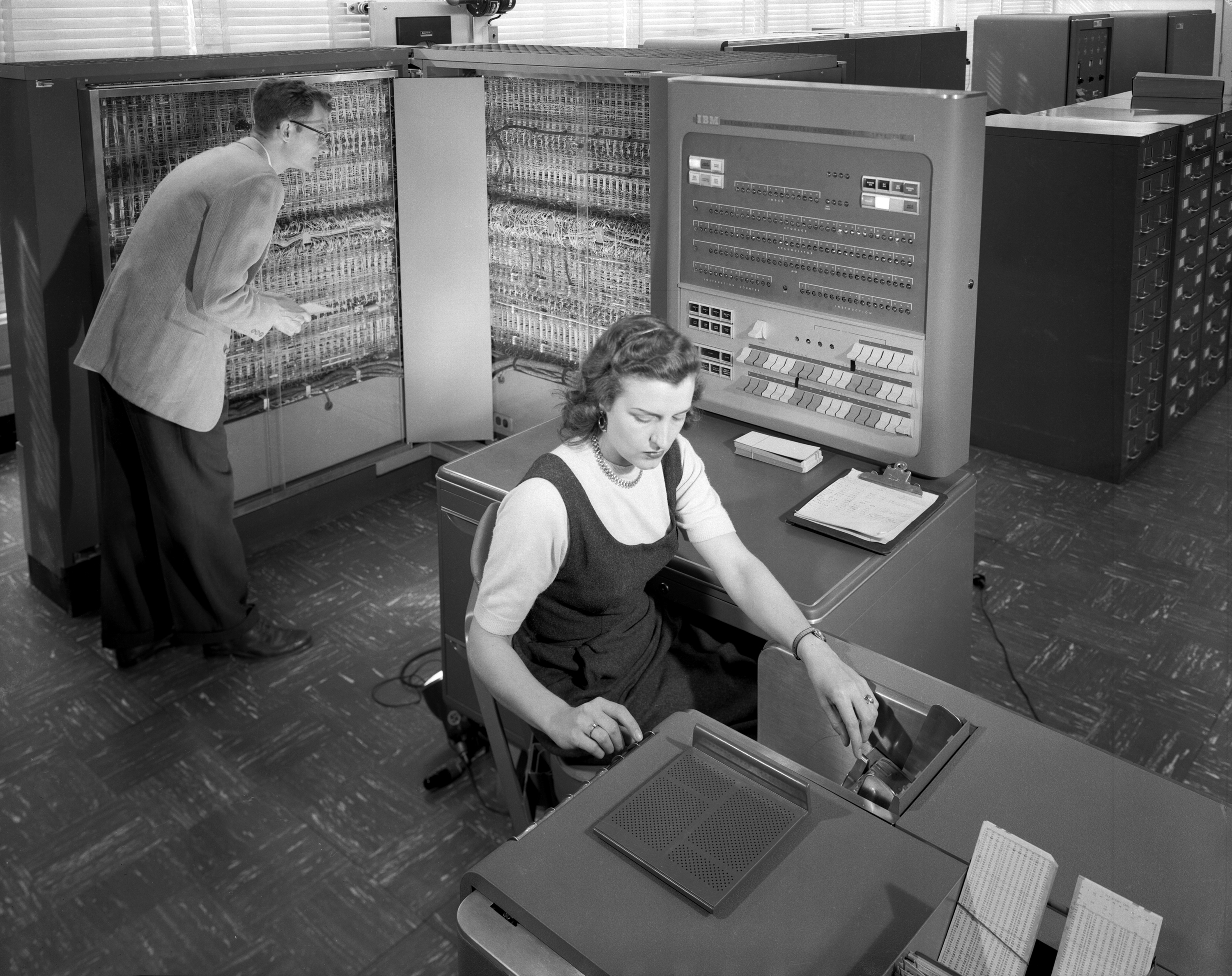
Una macchina IBM 704 nel 1957